# Kanton Chabanais
Der Kanton Chabanais war bis 2015 ein französischer Wahlkreis im Département Charente und in der damaligen Region Poitou-Charentes. Er umfasste elf Gemeinden im Arrondissement Confolens; sein Hauptort (frz.: chef-lieu) war Chabanais. Die landesweiten Änderungen in der Zusammensetzung der Kantone brachten im März 2015 seine Auflösung. Vertreter im conseil général des Départements war zuletzt für die Jahre 2001–2015 Jean-Marie Judde.

## Gemeinden
| Gemeinde                   | Einwohner Jahr | Fläche km² | Bevölkerungsdichte | Postleitzahl | Code INSEE |
| -------------------------- | -------------- | ---------- | ------------------ | ------------ | ---------- |
| Chabanais                  | 1763 (2013)    | –          | – Einw./km²        | 16150        | 16070      |
| Chabrac                    | 567 (2013)     | –          | – Einw./km²        | 16150        | 16071      |
| Chassenon                  | 870 (2013)     | –          | – Einw./km²        | 16150        | 16086      |
| Chirac                     | 753 (2013)     | –          | – Einw./km²        | 16150        | 16100      |
| Étagnac                    | 935 (2013)     | –          | – Einw./km²        | 16150        | 16132      |
| Exideuil                   | 1042 (2013)    | –          | – Einw./km²        | 16150        | 16134      |
| La Péruse                  | 504 (2013)     | –          | – Einw./km²        | 16270        | 16259      |
| Pressignac                 | 394 (2013)     | –          | – Einw./km²        | 16150        | 16270      |
| Saint-Quentin-sur-Charente | 198 (2013)     | –          | – Einw./km²        | 16150        | 16345      |
| Saulgond                   | 505 (2013)     | –          | – Einw./km²        | 16420        | 16363      |
| Suris                      | 264 (2013)     | –          | – Einw./km²        | 16270        | 16376      |